# هيليفوتسلاوس
هيليفوتسلاوس Hellevoetsluis  هي مدينة وبلدية غرب هولندا، في مقاطعة جنوب هولندا.

## طوبوغرافيا
خريطة طوبوغرافية هولندية لبلدية هيليفوتسلاوس، سبتمبر 2014، (تقرأ بعد ثلاث نقرات على الخريطة).

## أعلام
- رونالد بروير
- جيردي شوتن